# Eleições europeias de 2009 (Países Baixos)
As eleições parlamentares europeias de 2009 nos Países Baixos foram realizadas em 4 de julho. A jornada eleitoral se fechou com uma participação de 40%, ligeiramente superior à de cinco anos antes, que fora de 39,1%.

## Projeções
O partido de extrema-direita, de Geert Wilders (PVV - Partido pela Liberdade) se transformou na segunda maior força política, com 14,8% dos votos. O partido, que concorreu pela primeira vez às eleições ao Parlamento Europeu, supera o Partido Trabalhista (Pvda) e só tem pela frente os democratas-cristãos CDA, do primeiro-ministro, Jan Peter Balkenende, que se mantêm como a principal força, com 20,3%. A projeção da televisão pública informou que o grande derrotado foi o Pvda, membro da coalizão governamental, que caiu de 23,6% das eleições anteriores para 13,4%.
O outro grande partido do Governo, o conservador CDA, também teve um retrocesso, ao passar de 24,4% a 20,3%, enquanto a terceira legenda da coalizão que governa o país, a calvinista CU -que participou das eleições em aliança com o nanico SGP- sobe ligeiramente, de 5,9% a 6,5%. Em número de cadeiras, o PVV obteria 4 das 25 que se repartem na Holanda, frente a 5 do CDA (Apelo Cristão-Democrático), 4 do Pvda, 3 dos liberais do VVD (Popular por Liberdade e Democracia/Liberal da Holanda) e da esquerda do D66 (Democratas 66) e 2 de Groen Links (Esquerda Verde), os socialistas e os cristãos do CU (União Cristã). Também cresceu a esquerda liberal do D66, que passa de 4,2% a cerca de 10%, com um aumento de 1 para 3 cadeiras. O grande vencedor, o PVV de Wilders com suas ideias antieuropeias na política do país.

## Resultados Nacionais
| Partido                 | Partido                                       | Votos      | %               | +/-   | Deputados | +/-     |
| ----------------------- | --------------------------------------------- | ---------- | --------------- | ----- | --------- | ------- |
|                         | Apelo Democrata-Cristão                       | 913 233    | 20,05 / 100,00  | 4,38  | 5 / 25    | 2       |
|                         | Partido para a Liberdade                      | 772 746    | 16,97 / 100,00  | Novo  | 4 / 25    | Novo    |
|                         | Partido do Trabalho                           | 548 691    | 12,05 / 100,00  | 11,55 | 3 / 25    | 4       |
|                         | Partido Popular para a Liberdade e Democracia | 518 643    | 11,39 / 100,00  | 1,81  | 3 / 25    | 1       |
|                         | Democratas 66                                 | 515 422    | 11,32 / 100,00  | 7,07  | 3 / 25    | 2       |
|                         | Esquerda Verde                                | 404 020    | 8,87 / 100,00   | 1,48  | 3 / 25    | 1       |
|                         | Partido Socialista                            | 323 269    | 7,10 / 100,00   | 0,13  | 2 / 25    | Estável |
|                         | União Cristã-Partido Político Reformado       | 310 540    | 6,82 / 100,00   | 0,95  | 2 / 25    | Estável |
|                         | Partido pelos Animais                         | 157 735    | 3,46 / 100,00   | 0,24  | 0 / 25    | Estável |
|                         | Outros                                        | 89 565     | 1,98 / 100,00   |       | 0 / 25    |         |
| Votos Inválidos         | Votos Inválidos                               | 10 013     | 0,22 / 100,00   | 0,02  |           |         |
| Total                   | Total                                         | 4 573 743  | 100,00 / 100,00 |       | 25 / 25   | 2       |
| Eleitorado/Participação | Eleitorado/Participação                       | 12 445 497 | 36,75 / 100,00  | 2,75  |           |         |
| Fonte                   | Fonte                                         | [ 3 ]      | [ 3 ]           | [ 3 ] | [ 3 ]     | [ 3 ]   |